# Шахта имени Д. С. Коротченко
ДОАО «Шахта им. Д. С. Коротченко» (укр. Шахта імені Д. С. Коротченка) входит в ГХК «Селидовуголь». Сдана в эксплуатацию в 1960 году.
Проектная мощность 900 тыс. тонн угля в год. Установленная (1960) производственная мощность 400 тыс. тонн угля в год. Фактическая добыча 1596/529 тонн в сутки (1990/1999).
Шахтное поле вскрыто 2 вертикальными стволами глубиной 500 м. Протяженность горных выработок 65,6 / 23,6 км (1990/1999).
Шахта 1-й категории по метанообильности, опасна по возможности взрыва угольной пыли.
Отрабатывает пласт l1 мощностью 1,3 м (1999) с углом падения 8о.
Количество очистных забоев 1 (1999), подготовительных 6 (1999).
Количество работающих: 1250 чел., в том числе подземных шахтеров 1060 чел. (1999).
Планами развития горных работ предусматривается раскрытие запасов угля "Шахты № 2 «Новогродовская».
Адрес: 85400, ул. Мира, 1, город Селидово, Донецкая область.